# Димитър Спиров (Загоричани)
 Тази статия е за загоричанския предприемач.  За тракийския революционер вижте Димитър Спиров.  
Димитър Георгиев Спиров е български търговец, благодетел и общественик от Западна Македония.

## Биография
Димитър Спиров е роден през 1878 година в село Загоричани, тогава в Османската империя, днес Василиада, Гърция. Когато е на 10 години се преселва в Цариград, където в следващите 50 години развива търговска дейност. Той дарява парите за построяването на църквата „Свети Димитър“ през 1921 година. През 1937 година поради политически усложнения в Турция се установява в България, където отваря собствена млекарница. След национализацията последвала Деветосептемврийския преврат от 1944 година живее тежко болен и в нищета. През 1954 година подава молба до Президиума на Народното събрание да му бъде издадена виза и да се завърне в Цариград., но получава отказ.